# 马亚韦尔

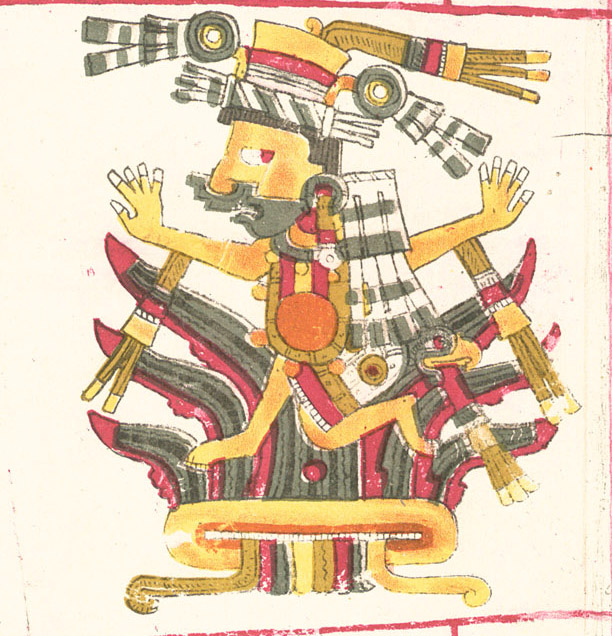
波吉亚手抄本中的马亚韦尔形象

马亚韦尔是中美洲神话（尤其是阿兹特克神话）中象征龙舌兰的女神。她亦是阿兹特克神话体系中代表母性、丰饶、繁殖与营养的女神。

## 神话中的描述

马亚韦尔

在中部美洲地区，龙舌兰的用途十分广泛，例如其坚硬的叶被用来进行放血仪式，其纤维用来制造绳子和布料。而这种植物派生出的最重要的产物或为用其汁液制成的龙舌兰酒，故马亚韦尔有时也被视作龙舌兰酒之女神。而虽部分二手资料称其为龙舌兰酒神，大部分情况下，马亚韦尔依然代表龙舌兰这种植物。
因其需要哺育其子四百兔众神，马亚韦尔有多个乳房。

## 画廊

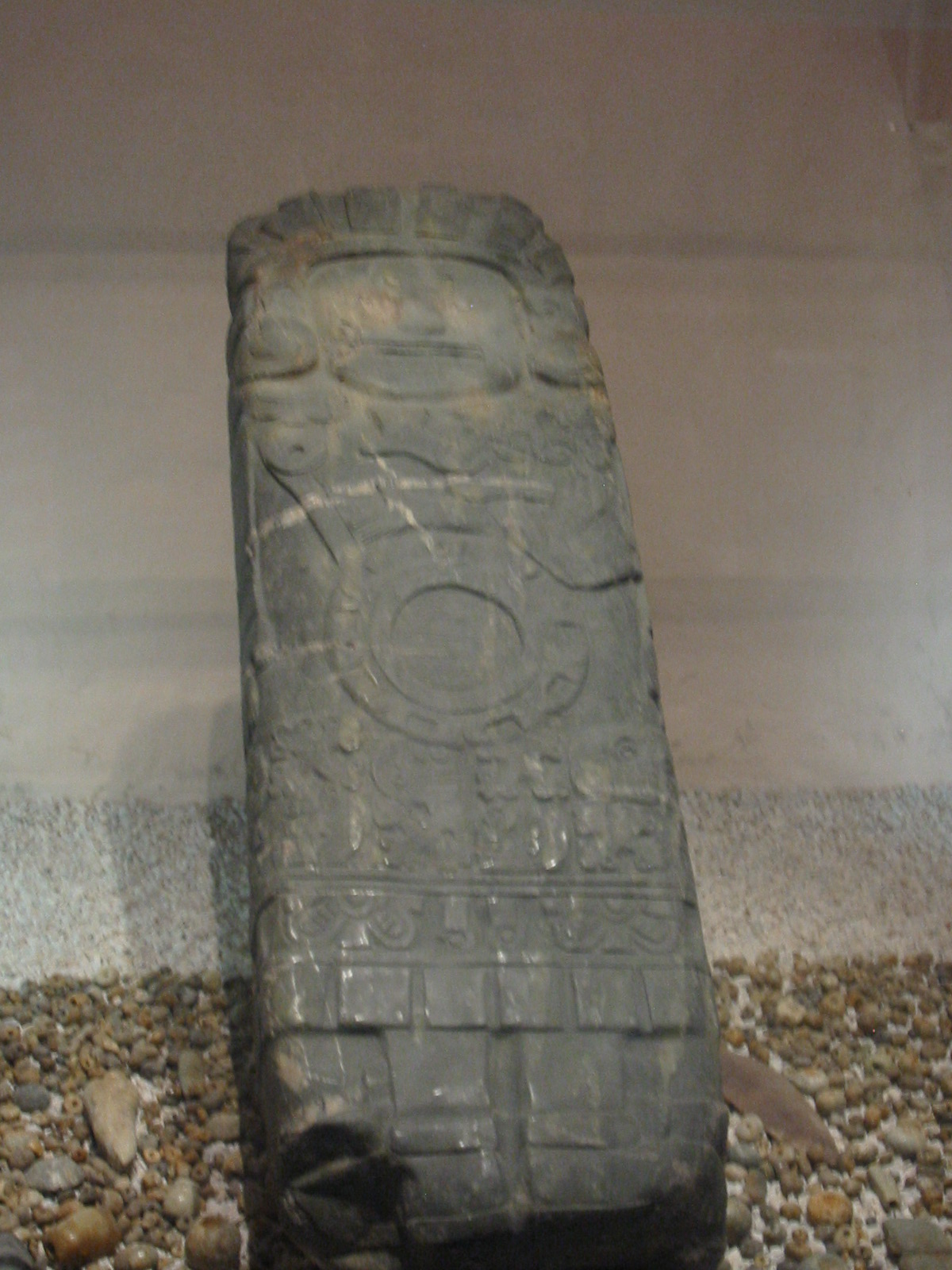
特诺奇蒂特兰大金字塔（英语：Great Pyramid of Tenochtitlan）中的马亚韦尔雕塑

## 引注
1. ↑  阿兹特克神话中代表母性与丰饶的女神之间相互关联。
2. ↑  Miller & Taube (1993, p.111); see also n. 87 to folio 265r of Primeros memoriales (Sahagún 1997, p.110).
3. ↑  Miller & Taube (1993, p.108)
4. ↑  Miller & Taube (1993, pp.108,138)